# HMS Diana (H49)
Pour les autres navires du même nom, voir HMS Diana.
Le HMS Diana (H49) est un destroyer de la classe D construit pour la Royal Navy. Lancé le 16 juin 1932 et armé en décembre 1932, il intègre la Mediterranean Fleet avant de rejoindre la Chine en 1935. Après un passage en mer Rouge durant la crise d'Abyssinie, il retourne en Méditerranée puis intègre la Home Fleet avec laquelle il participe à la campagne de Norvège lorsque la Seconde Guerre mondiale éclate. En 1940, le Diana est transféré à la Royal Canadian Navy et renommé NCSM Margaree ; il coule après une collision avec un navire cargo, le 17 octobre, alors qu'il escorte un convoi.